# Госпитальный переулок (Пушкин)

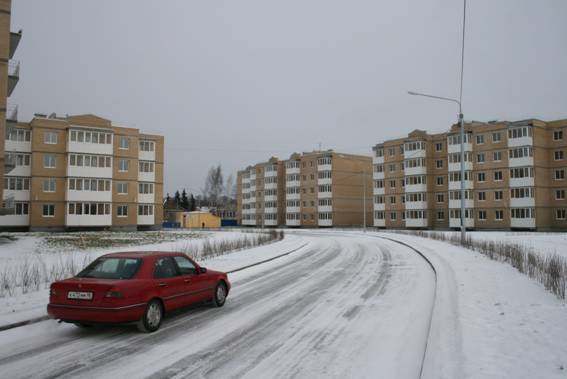
Новые кварталы Госпитального переулка (2007 год)

Госпита́льный переу́лок — переулок в городе Пушкине (Пушкинский район Санкт-Петербурга). Проходит от Парковой улицы до Сапёрной улицы.
Название Госпитальный переулок появилось в 1830-х годах. Связано оно с тем, что в доме 1 находился военный госпиталь. Сейчас это здание числится по Парковой улице, 58, и охраняется государством как  «Царскосельский военный госпиталь (Софийский почтовый двор)».
Первоначально переулок проходил от Парковой улицы до Фуражного переулка. В 2007 году его продлили от Фуражного до Сапёрной улицы в связи с застройкой территории жилыми дома, а 31 марта 2008 года новый участок был включен в состав Госпитального переулка официально.

## Перекрёстки
- Парковая улица
- Фуражный переулок / Колокольный переулок
- Гренадерская улица
- Полковая улица
- Сапёрная улица